# Eileen Seeley
Eileen Seeley, auch Eileen Marie Seeley, (* 23. Dezember 1959) ist eine Schauspielerin.

## Biografie
Seeley ist bekannt für ihre Rolle Jenny Whiteman in der 1987 veröffentlichten, kurzlebigen Fernsehserie Down and Out in Beverly Hills. Sie hatte etliche weitere Auftritte in Fernsehserien wie etwa in Familienbande (1984), als Casey O’Connell in Mr. Belvedere (1988–1989), Raumschiff Enterprise – Das nächste Jahrhundert (1989), Freddy’s Nightmares: A Nightmare on Elm Street – Die Serie (1989), Zwei Singles im Doppelbett (1995–1996) und Diagnose: Mord (1998).
Filme, in denen sie spielte, sind unter anderem Goin’ to Chicago (1991), The Baby Doll Murders (1993), Bullet for Breakfast (1994), als Martha Wayne in Batman Forever (1995), Pick Up – Das Mädchen und der Cowboy (1996), Jack Frost – Der eiskalte Killer (1997) und Jack Frost 2 – Die Rache des Killerschneemanns (2000). Letzterer war ihr die bislang letzte Produktion, in der sie als Schauspielerin in Erscheinung trat.

## Filmografie
- 1984: Familienbande (Family Ties, Fernsehserie, eine Folge)
- 1984: The Facts of Life (Fernsehserie, eine Folge)
- 1985: Three’s a Crowd (Fernsehserie, eine Folge)
- 1985: Die dunkle Macht der Finsternis  (Creature, Stimme)
- 1987: Down and Out in Beverly Hills (Fernsehserie, 13 Folgen)
- 1987: Hunter (Fernsehserie, eine Folge)
- 1987: Mann muss nicht sein (Designing Women, Fernsehserie, eine Folge)
- 1988: Probe (Fernsehserie, eine Folge)
- 1988–1989: Mr. Belvedere (Fernsehserie, 4 Folgen)
- 1989: Ich kann mein Herz nicht teilen (The Fulfillment of Mary Gray, Fernsehfilm)
- 1989: Raumschiff Enterprise – Das nächste Jahrhundert (Star Trek: The Next Generation, Fernsehserie, eine Folge)
- 1989: Wer ist hier der Boss? (Who’s the Boss?, Fernsehserie, eine Folge)
- 1989: Major Dad (Fernsehserie, eine Folge)
- 1989: Freddy’s Nightmares: A Nightmare on Elm Street – Die Serie (Freddy’s Nightmares, Fernsehserie, zwei Folgen)
- 1990: Harrys wundersames Strafgericht (Night Court, Fernsehserie, eine Folge)
- 1991: She-Wolf of London (Fernsehserie, eine Folge)
- 1991: The New Adam-12 (Fernsehserie, eine Folge)
- 1991: Goin’ to Chicago
- 1992: Die Maske (Human Target, Fernsehserie, eine Folge)
- 1992: Mord ist ihr Hobby (Murder, She Wrote, Fernsehserie, eine Folge)
- 1993: Zurück in die Vergangenheit (Quantum Leap, Fernsehserie, eine Folge)
- 1993: The Baby Doll Murders
- 1993: Der Kindermörder – Eine Familie in Angst (In the Shadows, Someone’s Watching, Fernsehfilm)
- 1994: Bullet for Breakfast
- 1994: Molly & Gina
- 1995: Gefährliche Affäre (A Dangerous Affair, Fernsehfilm)
- 1995: Emergency Room – Die Notaufnahme (ER, Fernsehserie, eine Folge)
- 1995: Unter Anklage – Der Fall McMartin (Indictment: The McMartin Trial, Fernsehfilm)
- 1995: Batman Forever
- 1995: Sister, Sister (Fernsehserie, eine Folge)
- 1995: Mauer des Schweigens (The Killers Within)
- 1995–1996: Zwei Singles im Doppelbett (Almost Perfect, Fernsehserie, zwei Folgen)
- 1996: Pick Up – Das Mädchen und der Cowboy (Ruby Jean and Joe)
- 1996: Life’s Work (Fernsehserie, eine Folge)
- 1997: Melrose Place (Fernsehserie, eine Folge)
- 1997: Jack Frost – Der eiskalte Killer (Jack Frost)
- 1998: Diagnose: Mord (Diagnosis Murder, Fernsehserie, eine Folge)
- 2000: Jack Frost 2 – Die Rache des Killerschneemanns (Jack Frost 2: Revenge of the Mutant Killer Snowman)